# Estíbaliz Martínez Yerro
Estíbaliz Martínez Yerro (Vitòria, Àlaba, 9 de maig de 1980) és una gimnasta rítmica basca, ja retirada, guanyadora d'una medalla olímpica d'or.
Va participar, a 16 anys, en els Jocs Olímpics d'Estiu de 1996, celebrats a Atlanta (Estats Units), on va aconseguir guanyar la medalla d'or amb la selecció espanyola de gimnàstica rítmica en la prova per equips, en la primera edició que aquesta competició formava part del programa oficial dels Jocs.
Al llarg de la seva carrera ha guanyat cinc medalles en el Campionat del Món de gimnàstica rítmica, entre elles dues medalla d'or, i tres medalles en el Campionat d'Europa de la modalitat.